# Norwegian International 2019
Die Norwegian International 2019 im Badminton fanden vom 7. bis zum 10. November 2019 in Sandefjord statt.

## Sieger und Platzierte
| Disziplin    | Gold                                | Silber                                | Bronze                             |
| ------------ | ----------------------------------- | ------------------------------------- | ---------------------------------- |
| Herreneinzel | Lin Yu-hsien                        | Chen Chi-ting                         | Joran Kweekel                      |
| Herreneinzel | Lin Yu-hsien                        | Chen Chi-ting                         | Raul Must                          |
| Dameneinzel  | Sung Shuo-yun                       | Nguyễn Thùy Linh                      | Ashwathi Pillai                    |
| Dameneinzel  | Sung Shuo-yun                       | Nguyễn Thùy Linh                      | Laura Sárosi                       |
| Herrendoppel | Lee Fang-chih Lee Fang-jen          | Steve Olesen Andreas Søndergaard      | Samy Corvée William Villeger       |
| Herrendoppel | Lee Fang-chih Lee Fang-jen          | Steve Olesen Andreas Søndergaard      | Philip Illum Klindt Mads Thøgersen |
| Damendoppel  | Emma Karlsson Johanna Magnusson     | Natasja P. Anthonisen Clara Graversen | Christine Busch Amalie Schulz      |
| Damendoppel  | Emma Karlsson Johanna Magnusson     | Natasja P. Anthonisen Clara Graversen | Lisa Kramer Sofie Løth Topp        |
| Mixed        | Mads Emil Christensen Emma Karlsson | William Villeger Sharone Bauer        | Mikkel Stoffersen Susan Ekelund    |
| Mixed        | Mads Emil Christensen Emma Karlsson | William Villeger Sharone Bauer        | Ethan van Leeuwen Lizzie Tolman    |